# Réserve écologique de Gladys Lake
La réserve écologique de Gladys Lake (anglais : Gladys Lake Ecological Reserve) est une zone protégée de 441 km2 autour du lac Gladys (Gladys Lake), située au centre du parc provincial de Spatsizi Plateau Wilderness dans la province de Colombie-Britannique au Canada.
Créée en 1975, la réserve est destinée à l'étude du mouflon de Dall et de la chèvre des montagnes Rocheuses dans leur habitat naturel.

## Écosystèmes
La réserve abrite principalement deux types de zones bio-géoclimatiques :
- Zone de l'épicéa, du saule et du bouleau (Spruce-Willow-Birch Zone, code : SWB)
- Zone de toundra alpine (Alpine Tundra Zone, code : AT)